# 아카오카정
아카오카정(일본어: 赤岡町)은 일본 고치현 가미군에 존재했던 정이다.
고치현의 거의 중앙에 위치하고 있던 마을로, 일본의 시구정촌 중 가장 면적이 작은 자치체였으나 2006년 3월 1일에 고난가 되어 현재는 동시의 동명이 되고 있다.
인구는 3000명 남짓밖에 되지 않았지만 매우 좁은 마을이기 때문에 1㎞2당 인구 밀도는 정령 지정 도시인 후쿠오카현 기타큐슈시와 거의 같고 전역이 시가지로 되어 있다.시가지는 태평양을 따라 인접하는 구 요시카와 촌·구 가미마치 기시모토, 구 야스카 정 남부와 거의 일체화되어 있다. 특산물로 멸치 치어도둑이 유명해. 이 작은 마을에 초중고교, 경찰서, 철도역, 은행 지점이 두 개 더 있고 경정장외 선권 매장이 있다

## 역사
- 1870년 - 아카오카촌은 아카오카우라·기시모토우라와 함께 가미 군 제3구가 됨.
- 1872년 9월 3일 - 아카오카 우편 취급소 개설.
- 1875년 - 아카오카촌, 아카오카포, 기시모토포를 합쳐 향미군 제3대구 제2소구로 하고 포제를 폐지하고 기시모토포를 기시모토 촌으로 한다.
- 1876년 7월 22일 - 아카오카 우체국이 기시모토 촌으로 이전, 기시모토 우체국으로 개칭.
- 1878년 12월 - 구제 폐지, 기시모토 촌과 분리.
- 1879년 1월 2일 - 기시모토 촌의 기시모토 우체국이 정내로 이전.아카오카 우체국으로 개칭.
- 1889년 4월 1일 - 정촌제 시행에 의해 가미군 아카오카촌이 성립하였다.
- 1899년 2월 15일 - 정으로 승격해 아카오카정이 되었다.
- 2005년 1월 4일 - 그때까지 일본의 시구정촌 중 가장 면적이 작은 자치체였던 나가사키현 다카시마정이 나가사키시와 합병해 소멸했기 때문에 아카오카정이 일본의 시구정촌 중 가장 면적이 작은 자치체가 되었으나 2006년 3월 1일 주변 5개 정과의 합병으로 1년 2개월 만에 선두 자리를 내주고 기후현 스노마타정이 선두를 차지하였다 .다만 스노마타정은 3월 27일 오가키시에 편입되었기 때문에 현재는 도야마현의 후나바시촌이 선두를 달리고 있다. 마을로서 현재 일본 일면적이 작은 곳은 오사카부 다다오카 정이다.

## 교통

### 철도
- 도사쿠로시오 철도 아사 선

## 참고 문헌
- 角川日本地名大辞典編纂委員会,『角川日本地名大辞典 39 高知県』1983, 角川書店